# Ёжик в тумане
„Ежко в мъглата“ (на руски: „Ёжик в тумане“, Йожик в тумане) е съветски анимационен филм на режисьора Юрий Норщейн, създаден от студио „Союзмультфильм“ през 1975 година. Сценарист на филма е Сергей Козлов, който публикува книга под същото заглавие. Художник-аниматор е Франческа Ярбусова, композитор на музиката – Михаил Меерович.
През 1976 година филмът получава първа награда на Общосъветския фестивал на мултипликационното кино във Фрунзе и на Фестивала на детско-юношеските филми в Техеран. През 2003 г. на фестивала „Лапута“ в Токио е обявен за най-добрия анимационен филм на всички времена и народи в рамките на анкета сред 140 кинокритици и аниматори от различни страни по света.

## Сюжет
Във филма се разказва (от Алексей Баталов) историята за малък таралеж (озвучаван във филма от актрисата Мария Виноградова), наричан Ежко (Ёжик), и неговия приятел мечок (озвучаван от Вячеслав Невинний), наричан Мечо (Медвежонок). Двамата всяка вечер се срещали, за да пият чай от самовара на мечока, да си говорят и да броят звездите.
Един ден таралежчето решава да занесе на мечока бурканче с малиново сладко. На път за срещата минава през гората и в гъстата мъгла вижда красив бял кон. Любопитството му е възбудено и то решава да изследва мъглата, попадайки така в сюрреалистичен свят на тъмнина, тишина и шумове, обитаван от форми и създания, както заплашителни (като бухала, молците, прилепа), така и безобидни, добри и отзивчиви (като охлюва, светулката, кучето и мистериозния „Някой“ в реката). Докато Ежко със страх и любопитство изследва дънер на дърво, той осъзнава, че междувременно е изгубил торбичката си с конфитюра от малини. Голямо куче, което първоначално го стрясква, му връща загубеното. След това таралежчето пада в реката, и докато се носи по течението, вярвайки, че ще се удави, риба („Някой“) го спасява.
Накрая той стига до дома на Мечо и двамата сядат да броят звездите и да си говорят, докато Ежко продължава да си мисли за белия кон.